# Lago Eyasi
El lago Eyasi es un lago estacional, poco profundo y salado, que drena una pequeña cuenca endorreica localizada al norte de Tanzania. Se encuentra en el fondo del Gran Valle del Rift, en la base de la meseta del Serengeti, al sur del Parque nacional Serengueti e inmediatamente al suroeste del cráter del Ngorongoro, en la sierra del Cráter. El lago tiene forma alargada, de orientación suroeste-noreste, y se encuentra en la rama Eyasi-Wembere del Gran Valle del Rift. Forma parte de un sistema de numerosos lagos en el Gran Valle del Rift.
El primer europeo que avistó el lago fue el explorador austriaco Oscar Baumann (1864–1899) en la llamada Expedición Masai de 1891-1893.

## Régimen hídrico
El principal aporte de agua del lago es el río Sibiti, que entra en el lago por el extremo suroeste formando un delta debido al aporte de abundantes sedimentos. Este río fluye en general todo el año, por lo menos en los años más húmedos, ya que los otros afluentes son de temporada. El segundo río en importancia es el Baray, que desagua por el noreste, y cuyo caudal .ha aumentado en los últimos años debido a la deforestación de las tierras altas del Cráter. El flanco suroeste del monte Oldeani, uno de los volcanes de Ngorongoro, drena directamente en el extremo noreste del lago. El flujo del río Budahaya/Udahaya, que desemboca en el pantano Yaeda al sureste del lago, fue en ciertas épocas la segunda fuente del lago, pero ha disminuido debido a la desviación del agua en la sierra Mbulu. El aporte de agua desde el Serengeti es menor, siendo el mayor flujo el del río Sayu.
Las fluctuaciones estacionales del nivel del agua en el lago, que depende de las precipitaciones, son muy amplias, aunque la costa noroccidental está constreñida por los acantilados de la meseta del Serengeti. Durante la estación seca, el lago puede secarse casi en su totalidad, especialmente en años secos, de modo que los pastores datooga y los recolectores hadza cruzan el lago a pie, pero en años de El Niño puede inundar sus riberas y atraer a hipopótamos desde el Serengeti. Es una parada estacional para la migración de los flamencos. El lago da soporta a pequeñas pesquerías locales en años húmedos, pero en general los bagres y peces pulmonados se capturan en los arroyos y manantiales que alimentan el lago. Incluso durante los períodos húmedos, las profundidades del lago suelen permanecer menores de un metro.

## Poblamiento

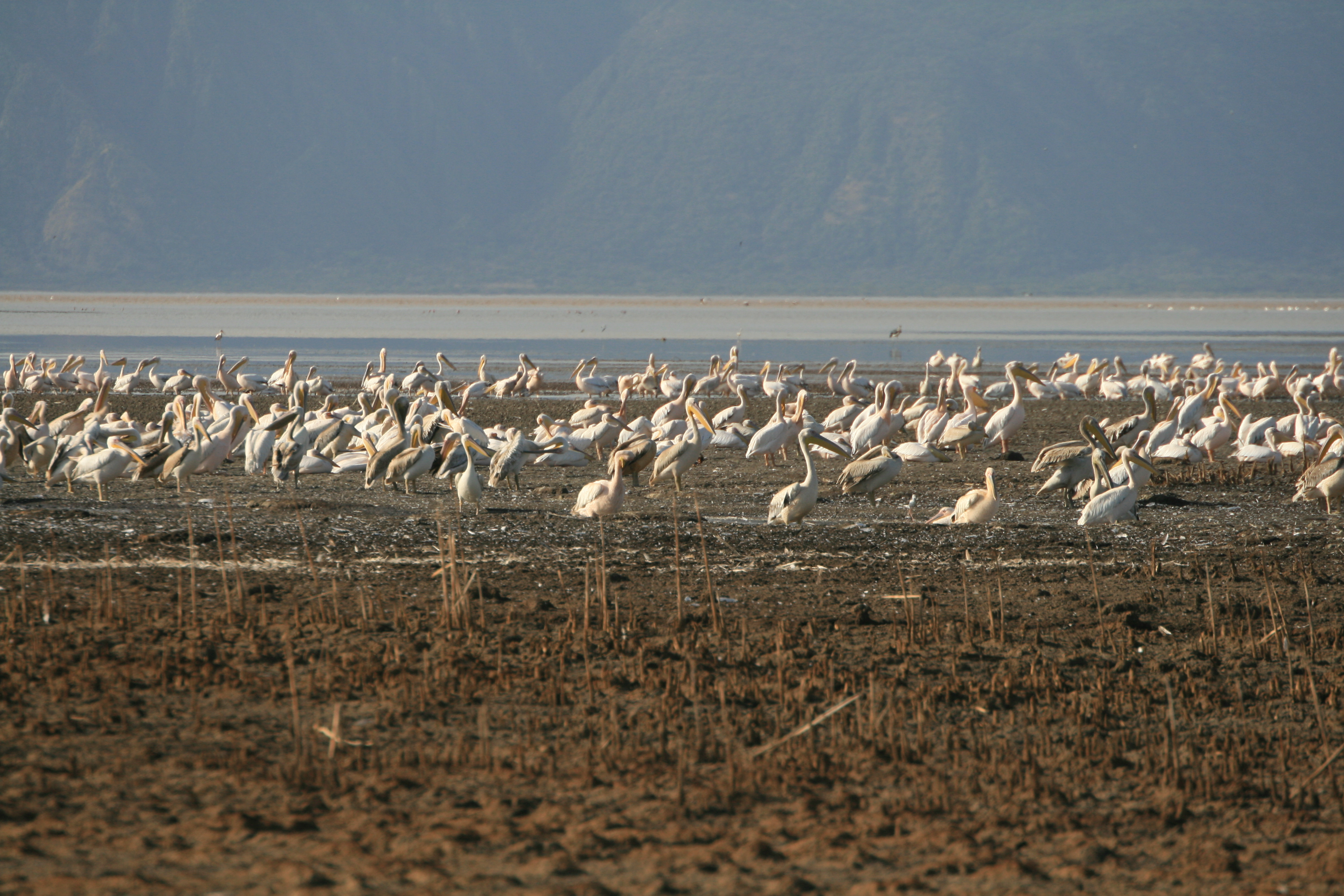
Pelicanos (Pelecanus onocrotalus) en la orilla salada del lago Eyasi

Los hadza, un pueblo de hábitos primitivos, habitan en parte del territorio circunlacustre y se encuentran en la mayoría de las riberas, aunque son pocos los campamentos a lo largo de la mayor parte del Serengeti, que es territorio maasai. Los datoogas habitan en el valle de Yaeda hacia el sureste; los isanzus en el sur, y los sukumas, en el valle del río Sibiti en el suroeste. Los iraqws han vivido tradicionalmente en el otro lado de Yaeda, pero han llegado en número cada vez mayor al Baray, que ahora es la principal región de cultivo de cebolla de África oriental.
La cueva Mumba es un importante yacimiento arqueológico que se encuentra a orillas del lago Eyasi. En el sitio han aparecido una serie de artefactos de la Edad de Piedra Media y la Edad de Piedra tardía y restos humanos, como el fósil EH 06.